# アシダンセラ
アシダンセラ（英: Abyssinian gladiolus、fragrant gladiolus、学名：Gradiolus murielae）は、アヤメ科グラジオラス属の被子植物である。アフリカ東部のエチオピアからマラウィ原産。以前はアシダンセラ属に記載されていた。

## 特徴
球茎を持つ多年生植物である。高さは70～100cmで、線状の葉を伸ばす。晩夏になると、細く垂れ下がった茎の先に、白い花弁の付け根に栗色（時折オレンジ色）の斑紋のある、香りの強い花を数多く咲かせる。広く栽培されているが、特に西ヨーロッパ、南ヨーロッパの庭園では一般的で、同地では毎年球茎を掘り起こし霜の降りない環境で保存する。
王立園芸協会のガーデン・メリット賞を受賞している。
耐寒性ゾーン：7～10（深植えしマルチングをすれば6b）

## 分類
1844年にクリスティアン・ホーホシュテッターにより初めてAcidanthera bicolorと記載された。1973年、ウェッセル・マレはアシンダセラ属をグラジオラス属に入れたが、Gladiolus bicolorという名前が既に1877年にジョン・ギルバート・ベイカーによりグラジオラス属の他の種の名前として発表されていたため、マレは別の名前を付けなければならず、Gladiolus callianthusと呼ぶことにした。しかし、1932年にジェームズ・ケルウェイが既にGladiolus murielaeという名前を発表していることに気づいておらず、Gladiolus callianthusという名前は不要なものであった。murielaeという種小名は、ミュリエル・アースキン（Muriel Erskine）に因んでおり、彼女の夫がエチオピアで収集した標本に基づきケルウェイが名付けた。
現在でもAcidanthera bicolorの名前で販売されることが多く、種内分類群の学名や品種名としてmurielaeが付けられることもある。